# Jaslovské Bohunice
Jaslovské Bohunice (do roku 1958 odděleně Jaslovce a Bohunice) jsou obec na Slovensku v okrese Trnava přibližně 12 km severně od města Trnava.

## Památky
V obci se nachází římskokatolický kostel sv. Michaela postavený v roce 1836.

## Sport
V obci se nachází sportovní klub ŠK Blava Jaslovské Bohunice založený v roce 1928.

## Zajímavosti
Obec je především známá díky jaderné elektrárně Jaslovské Bohunice (EBO) a podniku Jadrová a vyraďovacia spoločnosť (JAVYS).